# Selle italien
Le Selle italien (italien : Sella italiano ou Italiano da sella) est un stud-book de chevaux de sport, sélectionné en Italie.

## Histoire
La race est relativement récente, puisqu'elle est créée durant la seconde moitié du XXe siècle, pour les sports équestres. Il s'agit d'un croisement des races locales (Anglo-arabe sarde, Salernitano, Sanfratellano, Maremmano ou Murgese) avec des chevaux français, allemands, et irlandais avec une prédominance marquée de l'Anglo-arabe sarde.
Depuis 1960, le programme d’élevage a ainsi donné un très bon cheval apte à toutes les compétitions sportives.

## Description
Le Selle italien n'a pas véritablement de caractéristiques propres. L'hétérogénéité de ses ascendants fait que l'on trouve une grande diversité de modèles dans la race.
Néanmoins une ligne de conduite précise a été définie pour approuver un cheval en tant que selle italien :
- On définit comme cheval de selle Italien (S.I.), les produits provenant de croisements de Pur-sang anglais, Pur-sang arabe, Anglo-arabe et ses dérivés, ainsi que de l'Anglo-arabe sarde et ses dérivés, avec des poulinières italiennes typiques ayant des dispositions à la selle, aux origines vérifiées et qui n'aient pas d'ascendants de races de trait jusqu'à la troisième génération.
- Les poulinières importées peuvent été inscrites au livre généalogique si leurs origines sont vérifiées et si elles n'ont pas jusqu'à la troisième génération des ascendants de races de trait et si leurs produits relatifs sont des selles italiens.
- Les sujets doivent aussi avoir les caractéristiques suivantes :
  - une hauteur au garrot supérieure ou égale à 1,56 m.
  - une généalogie vérifiée, et une conformation générale apte aux efforts demandés par les sports équestres.

### Sélection
Les poulinières et les étalons doivent être inscrits au registre généalogique suivi par l’UNIRE, qui se charge de contrôler le développement et la conformité athlétique du cheval à travers différents tests.

## Utilisations
Le Selle italien est avant tout un cheval de sport. De ce fait, il est particulièrement adapté à la plupart des disciplines sportives comme le saut d'obstacles, le dressage, le concours complet et l'endurance.